# Harold Moukoudi
Harold Moukoudi (Bondy, 27 novembre 1997) è un calciatore francese naturalizzato camerunese, difensore dell'AEK Atene e della nazionale camerunese.

## Caratteristiche tecniche
È un difensore centrale.

## Carriera

### Club
Cresciuto nel settore giovanile del Le Havre, ha esordito in prima squadra il 4 dicembre 2016 disputando l'incontro di Coppa di Francia vinto 4-0 contro il Saint-Colomban Locminé.
Il 13 aprile 2019 si è trasferito al Saint-Étienne, con cui ha firmato un contratto quadriennale.

### Nazionale
Dopo aver giocato nelle nazionali giovanili francesi, nel 2019 ha esordito nella nazionale maggiore camerunese.

## Statistiche
Statistiche aggiornate al 5 aprile 2020.

### Presenze e reti nei club
| Stagione             | Squadra              | Campionato           | Campionato | Campionato | Coppe nazionali | Coppe nazionali | Coppe nazionali | Coppe continentali | Coppe continentali | Coppe continentali | Altre coppe | Altre coppe | Altre coppe | Totale | Totale | Totale |
| Stagione             | Squadra              | Comp                 | Pres       | Reti       | Comp            | Pres            | Reti            | Comp               | Pres               | Reti               | Comp        | Pres        | Reti        | Pres   | Reti   |        |
| -------------------- | -------------------- | -------------------- | ---------- | ---------- | --------------- | --------------- | --------------- | ------------------ | ------------------ | ------------------ | ----------- | ----------- | ----------- | ------ | ------ | ------ |
| 2014-2015            | Le Havre 2           | CFA2                 | 7          | 0          |                 | -               | -               |                    | -                  | -                  |             | -           | -           | 7      | 0      |        |
| 2015-2016            | Le Havre 2           | CFA2                 | 14         | 0          |                 | -               | -               |                    | -                  | -                  |             | -           | -           | 14     | 0      |        |
| 2016-2017            | Le Havre 2           | CFA2                 | 23         | 0          |                 | -               | -               |                    | -                  | -                  |             | -           | -           | 23     | 0      |        |
| 2016-2017            | Le Havre             | L2                   | 7          | 0          | CF+CdL          | 1+0             | 0               |                    | -                  | -                  |             | -           | -           | 8      | 0      |        |
| 2017-2018            | Le Havre             | L2                   | 35         | 4          | CF+CdL          | 1+2             | 0               |                    | -                  | -                  |             | -           | -           | 38     | 4      |        |
| 2018-2019            | Le Havre             | L2                   | 17         | 2          | CF+CdL          | 0+2             | 0               |                    | -                  | -                  |             | -           | -           | 19     | 2      |        |
| Totale Le Havre      | Totale Le Havre      | Totale Le Havre      | 59         | 6          |                 | 6               | 0               |                    | -                  | -                  |             | -           | -           | 65     | 6      |        |
| 2019-gen. 2020       | Saint-Étienne        | L1                   | 11         | 0          | CF+CdL          | 2+1             | 0               | UEL                | 3                  | 0                  |             | -           | -           | 17     | 0      |        |
| gen.-giu. 2020       | Middlesbrough        | FLC                  | 8          | 0          | -               | -               | -               | -                  | -                  | -                  |             | -           | -           | 8      | 0      |        |
| 2020-2021            | Saint-Étienne        | L1                   | 26         | 3          | CF              | 0               | 0               | -                  | -                  | -                  | -           | -           | -           | 26     | 3      |        |
| 2021-2022            | Saint-Étienne        | L1                   | 14         | 0          | CF              | 0               | 0               | -                  | -                  | -                  | -           | -           | -           | 14     | 0      |        |
| Totale Saint-Etienne | Totale Saint-Etienne | Totale Saint-Etienne | 51         | 3          |                 | 3               | 0               |                    | 3                  | 0                  |             | -           | -           | 57     | 3      |        |
| Totale carriera      | Totale carriera      | Totale carriera      | 162        | 9          |                 | 9               | 0               |                    | 3                  | 0                  |             | -           | -           | 174    | 9      |        |

### Cronologia presenze e reti in nazionale
| Cronologia completa delle presenze e delle reti in nazionale ― Camerun | Cronologia completa delle presenze e delle reti in nazionale ― Camerun | Cronologia completa delle presenze e delle reti in nazionale ― Camerun | Cronologia completa delle presenze e delle reti in nazionale ― Camerun | Cronologia completa delle presenze e delle reti in nazionale ― Camerun | Cronologia completa delle presenze e delle reti in nazionale ― Camerun | Cronologia completa delle presenze e delle reti in nazionale ― Camerun | Cronologia completa delle presenze e delle reti in nazionale ― Camerun |
| Data                                                                   | Città                                                                  | In casa                                                                | Risultato                                                              | Ospiti                                                                 | Competizione                                                           | Reti                                                                   | Note                                                                   |
| ---------------------------------------------------------------------- | ---------------------------------------------------------------------- | ---------------------------------------------------------------------- | ---------------------------------------------------------------------- | ---------------------------------------------------------------------- | ---------------------------------------------------------------------- | ---------------------------------------------------------------------- | ---------------------------------------------------------------------- |
| 12-10-2019                                                             | Radès                                                                  | Tunisia                                                                | 0 – 0                                                                  | Camerun                                                                | Amichevole                                                             | -                                                                      | 66’                                                                    |
| 9-10-2020                                                              | Utrecht                                                                | Giappone                                                               | 0 – 0                                                                  | Camerun                                                                | Amichevole                                                             | -                                                                      |                                                                        |
| 12-11-2020                                                             | Douala                                                                 | Camerun                                                                | 4 – 1                                                                  | Mozambico                                                              | Qual. Coppa d'Africa 2021                                              | -                                                                      |                                                                        |
| 16-11-2020                                                             | Maputo                                                                 | Mozambico                                                              | 0 – 2                                                                  | Camerun                                                                | Qual. Coppa d'Africa 2021                                              | -                                                                      |                                                                        |
| 3-9-2021                                                               | Yaoundé                                                                | Camerun                                                                | 2 – 0                                                                  | Malawi                                                                 | Qual. Mondiali 2022                                                    | -                                                                      |                                                                        |
| 6-9-2021                                                               | Abidjan                                                                | Costa d'Avorio                                                         | 2 – 1                                                                  | Camerun                                                                | Qual. Mondiali 2022                                                    | -                                                                      |                                                                        |
| 7-10-2021                                                              | Yaoundé                                                                | Camerun                                                                | 3 – 1                                                                  | Mozambico                                                              | Qual. Mondiali 2022                                                    | -                                                                      |                                                                        |
| 11-10-2021                                                             | Tangeri                                                                | Mozambico                                                              | 0 – 1                                                                  | Camerun                                                                | Qual. Mondiali 2022                                                    | -                                                                      |                                                                        |
| 17-1-2022                                                              | Yaoundé                                                                | Capo Verde                                                             | 1 – 1                                                                  | Camerun                                                                | Coppa d'Africa 2021 - 1º turno                                         | -                                                                      |                                                                        |
| 3-2-2022                                                               | Yaoundé                                                                | Camerun                                                                | 0 – 0 dts (1 – 3 dtr)                                                  | Egitto                                                                 | Coppa d'Africa 2021 - Semifinale                                       | -                                                                      | 99’                                                                    |
| 5-2-2022                                                               | Yaoundé                                                                | Burkina Faso                                                           | 3 – 3 dts (3 – 5 dtr)                                                  | Camerun                                                                | Coppa d'Africa 2021 - Finale 3º posto                                  | -                                                                      |                                                                        |
| 12-9-2023                                                              | Garoua                                                                 | Camerun                                                                | 3 – 0                                                                  | Burundi                                                                | Qual. Coppa d'Africa 2023                                              | -                                                                      |                                                                        |
| 12-10-2023                                                             | Mosca                                                                  | Russia                                                                 | 1 – 0                                                                  | Camerun                                                                | Amichevole                                                             | -                                                                      |                                                                        |
| 16-10-2023                                                             | Lens                                                                   | Senegal                                                                | 1 – 0                                                                  | Camerun                                                                | Amichevole                                                             | -                                                                      |                                                                        |
| 9-1-2024                                                               | Gedda                                                                  | Zambia                                                                 | 1 – 1                                                                  | Camerun                                                                | Amichevole                                                             | -                                                                      |                                                                        |
| 15-1-2024                                                              | Yamoussoukro                                                           | Camerun                                                                | 1 – 1                                                                  | Guinea                                                                 | Coppa d'Africa 2023 - 1º turno                                         | -                                                                      | 62’                                                                    |
| 23-1-2024                                                              | Bouaké                                                                 | Gambia                                                                 | 2 – 3                                                                  | Camerun                                                                | Coppa d'Africa 2023 - 1º turno                                         | -                                                                      | 90+7’                                                                  |
| 8-6-2024                                                               | Yaoundé                                                                | Camerun                                                                | 4 – 1                                                                  | Capo Verde                                                             | Qual. Mondiali 2026                                                    | -                                                                      | 85’                                                                    |
| Totale                                                                 |                                                                        | Presenze                                                               | 18                                                                     |                                                                        | Reti                                                                   | 0                                                                      |                                                                        |

## Palmarès

### Club

#### Competizioni nazionali
- Campionato greco: 1

AEK Atene: 2022-2023
- Coppa di Grecia: 1

AEK Atene: 2022-2023